# Anselmo de Sousa Bettencourt e Silveira
 Anselmo de Sousa Bettencourt Silveira  (Velas, 3 de Julho de 1906 — Angra do Heroísmo, 19 de Maio de 1972) foi um médico, político, jornalista, redator e fundador do jornal O Jorgense.

## Biografia
Foi licenciado em medicina pela Universidade de Coimbra em 1933, foi Médico escolar no Liceu Nacional de Angra do Heroísmo e Presidiu à Câmara Municipal de Angra do Heroísmo de 16 de Abril de 1953 a 20 de Novembro de 1957 e foi secretário da Câmara Municipal da Vila das Velas, ilha de São Jorge em 1947.

## Relações familiares
Foi filho de Aires Bettencourt Silveira (1 de Abril de 1877 - 27 de Abril de 1964) e de Alice da Silveira Bettencourt (6 de Outubro de 1881 – 2 de Janeiro de 1944).
Foi casado por duas vezes o primeiro casamento foi com D. Emília Lili da Silva (14 de Janeiro de 1903 -?) e o segundo em 19 de Julho de 1937 com D. Angelina Belo Bettencourt e Silveira (18 de Maio de 1912 - ?).
Do primeiro casamento teve:
1. Maria Fernanda da Silva Bettencourt e Silveira (9 de Maio de 1935 _?) do segundo casamento teve:
2. Alice Emília Belo Bettencourt e Silveira
3. Aires Filomeno Belo Bettencourt e Silveira
4. Maria Imaculada Belo Bettencourt e Silveira